# Alb-Donau-Kreis
Alb-Donau-Kreis is een Landkreis in de Duitse deelstaat Baden-Württemberg. De Landkreis telt 198.204 inwoners (31 december 2020) op een oppervlakte van 1.358,09 km². Het bestuur zetelt in de stad Ulm, die als Stadtkreis zelf geen deel uitmaakt van het Landkreis.

## Steden en gemeenten
De volgende steden en gemeenten liggen in het Alb-Donau-Kreis:
| Steden | Gemeenten |
| --- | --- |
| 1. Blaubeuren 2. Blaustein 3. Dietenheim 4. Ehingen (Donau) 5. Erbach 6. Laichingen 7. Langenau 8. Munderkingen 9. Schelklingen | 1. Allmendingen 2. Altheim 3. Altheim (Alb) 4. Amstetten (Württemberg) 5. Asselfingen 6. Ballendorf 7. Balzheim 8. Beimerstetten 9. Berghülen 10. Bernstadt 11. Börslingen 12. Breitingen 13. Dornstadt 14. Emeringen 15. Emerkingen 16. Griesingen 17. Grundsheim 18. Hausen am Bussen 19. Heroldstatt 20. Holzkirch 21. Hüttisheim 22. Illerkirchberg 23. Illerrieden 24. Lauterach 25. Lonsee 26. Merklingen 27. Neenstetten 28. Nellingen 29. Nerenstetten 30. Oberdischingen 31. Obermarchtal 32. Oberstadion 33. Öllingen 34. Öpfingen 35. Rammingen 36. Rechtenstein 37. Rottenacker 38. Schnürpflingen 39. Setzingen 40. Staig 41. Untermarchtal 42. Unterstadion 43. Unterwachingen 44. Weidenstetten 45. Westerheim 46. Westerstetten |

### Samenwerkingsverbanden
De samenwerkingsverbanden in het district hebben 2 verschillende namen, namelijk:
- Vereinbarte Verwaltungsgemeinschaften
- Gemeindeverwaltungsverbände

De zwakkere van die twee is de Vereinbarte Verwaltungsgemeinschaft. Bij deze vorm van samenwerking worden de minimale wettelijke taken toebedeeld aan de 'vervullende gemeente'. De term 'vervullende gemeente' wil zeggen de gemeente die de wettelijke taken uitvoert voor het samenwerkingsverband.

De Vereinbarte Verwaltungsgemeinschaften zijn:
1. Vereinbarte Verwaltungsgemeinschaft der Gemeinde Allmendingen mit der Gemeinde Altheim (Allmendingen, Altheim)
2. Vereinbarte Verwaltungsgemeinschaft der Stadt Blaubeuren mit der Gemeinde Berghülen (Blaubeuren, Berghülen)
3. Vereinbarte Verwaltungsgemeinschaft der Gemeinde Dornstadt mit den Gemeinden Beimerstetten und Westerstetten (Beimerstetten, Dornstadt, Westerstetten)
4. Vereinbarte Verwaltungsgemeinschaft der Stadt Ehingen (Donau) mit den Gemeinden Griesingen, Oberdischingen und Öpfingen (Ehingen (Donau), Griesingen, Oberdischingen, Öpfingen)

De Gemeindeverwaltungsverbände zijn:
1. Dietenheim (Balzheim, Dietenheim, Illerrieden)
2. Kirchberg-Weihungstal (Hüttisheim, Illerkirchberg, Schnürpflingen, Staig)
3. Laichinger Alb (Heroldstatt, Laichingen, Merklingen, Nellingen, Westerheim)
4. Langenau (Altheim (Alb), Asselfingen, Ballendorf, Bernstadt, Börslingen Breitingen, Holzkirch, Langenau, Neenstetten, Nerenstetten, Öllingen, Rammingen, Setzingen, Weidenstetten)
5. Lonsee-Amstetten (Amstetten, Lonsee)
6. Verwaltungsgemeinschaft Munderkingen (Emeringen, Emerkingen, Grundsheim, Hausen am Bussen, Lauterach, Munderkingen, Obermarchtal, Oberstadion, Rechtenstein, Rottenacker, Untermarchtal, Unterstadion, Unterwachingen)

Alb-Donau-Kreis · Baden-Baden · Biberach · Bodenseekreis · Böblingen · Breisgau-Hochschwarzwald · Calw · Emmendingen · Enzkreis · Esslingen · Freiburg im Breisgau · Freudenstadt · Göppingen · Heidelberg · Heidenheim · Heilbronn (stad) · Landkreis Heilbronn · Hohenlohe · Karlsruhe (stad) · Landkreis Karlsruhe · Konstanz · Lörrach · Ludwigsburg · Main-Tauber-Kreis  · Mannheim · Neckar-Odenwald-Kreis · Ortenaukreis · Ostalbkreis · Pforzheim · Rastatt · Ravensburg · Rems-Murr-Kreis · Reutlingen · Rhein-Neckar-Kreis · Rottweil · Schwäbisch Hall · Schwarzwald-Baar-Kreis · Sigmaringen · Stuttgart · Tübingen · Tuttlingen · Ulm · Waldshut · Zollernalbkreis
Allmendingen ·
Altheim ·
Altheim (Alb) ·
Amstetten ·
Asselfingen ·
Ballendorf ·
Balzheim ·
Beimerstetten ·
Berghülen ·
Bernstadt ·
Blaubeuren ·
Blaustein ·
Börslingen ·
Breitingen ·
Dietenheim ·
Dornstadt ·
Ehingen (Donau) ·
Emeringen ·
Emerkingen ·
Erbach ·
Griesingen ·
Grundsheim ·
Hausen am Bussen ·
Heroldstatt ·
Holzkirch ·
Hüttisheim ·
Illerkirchberg ·
Illerrieden ·
Laichingen ·
Langenau ·
Lauterach ·
Lonsee ·
Merklingen ·
Munderkingen ·
Neenstetten ·
Nellingen ·
Nerenstetten ·
Oberdischingen ·
Obermarchtal ·
Oberstadion ·
Öllingen ·
Öpfingen ·
Rammingen ·
Rechtenstein ·
Rottenacker ·
Schelklingen ·
Schnürpflingen ·
Setzingen ·
Staig ·
Untermarchtal ·
Unterstadion ·
Unterwachingen ·
Weidenstetten ·
Westerheim ·
Westerstetten